# Солиман, Сэм
Сэм Солиман (англ. Sam Soliman; род. 13 ноября 1973, Мельбурн, Виктория, Австралия) — австралийский боксёр-профессионал, коптского (египетского) происхождения, выступающий в средней весовой категории (англ. Middleweight (160 lb, 72.574 кг)). Чемпион мира (по версии IBF, 2014.). Чемпион мира по кикбоксингу по версиям ISKA и WKA.

## Ранняя спортивная карьера
Солиман начал спортивную карьеру с тхэквондо, затем стал заниматься карате, а после этого стал профессионально заниматься кикбоксингом. В кикбоксинге стал чемпионом мира по версиям ISKA и WKA.
На ринге любительского бокса провёл 95 поединков, 84 из которых выиграл.

## Профессиональная боксёрская карьера
Солиман дебютировал на профессиональном ринге в апреле 1997 года в полутяжёлой весовой категории.
Второй поединок провёл в рамках первого тяжёлого веса, и выиграл титул чемпиона Австралии, нокаутировав в 12-м раунде австралийца Петра Кинселла.
Следующие два поединка проиграл по очкам. После этого Солиман проводил бои с высокой периодичностью, чередуя победы с поражениями, но даже выходя против более опытных боксёров, никогда не проигрывал досрочно. Первые годы выступал в разных весовых категориях.
19 июня 2000 года Сэм нокаутировал в девятом раунде англичанина Невелла Браунда, и завоевал титул британского содружества в среднем весе. В следующем поединке проиграл титул по очкам непобеждённому британцу, Говарду Эштману (29-0).
В сентябре 2001 года проиграл раздельным решением судей соотечественнику Энтони Мандайну.
15 сентября 2002 года победил близким решением судей непобеждённого соотечественника, Сакио Бика (10-0). В июне 2003 года нанёс первое поражение в карьере австралийскому проспекту Недеру Хемдену (32-0).
18 июля 2004 года Солиман победил олимпийского призёра Рэймонда Йовала (32-2), и стал обязательным претендентом на титул чемпиона мира по версии IBF.
На чемпионский поединок Солиман выйти не смог, и проведя ещё несколько рейтинговых победных боёв, 10 декабря 2005 года, Сэм вышел на ринг с американцем Рональдом Райтом (49-3) в бою за статус обязательного претендента сразу по двум версиям, WBC и IBF. Райт победил, и прервал длинную беспроигрышную серию австралийца.
17 ноября 2006 года Солиман победил опытного мексиканца Энрике Орнеласа, и снова заявил о себе в мировом боксе.
7 марта 2007 года в бою за вакантный титул чемпиона мира по версии WBA, встретились два австралийских боксёра, Сэм Солиман и Энтони Мандайн. Это был второй поединок австралийцев. В девятом раунде Мандайн нокаутировал Солимана и нанёс ему первое досрочное поражение в карьере.
В июле 2007 года состоялся второй бой Солимана и Сакио Бика. На этот раз по очкам победил Бика.
28 мая 2008 года состоялся третий поединок Солимана с Энтони Мандайном. В 9-м раунде Солиман сильно потряс Мандайна, но всё же Энтони перебоксировал Сэма и выиграл поединок по очкам.
Солиман снова стал побеждать и в августе 2012 года завоевал статус обязательно претендента по версии IBF, победив доминиканца Джованни Лоренцо. Долгожданный поединок с чемпионом IBF, Дэниэлом Гилом Солиман не получил. Гил предпочёл объединительный бой с чемпионом WBA, Феликсом Штурмом.

### Сэм Солиман против Феликса Штурма
После того как Феликс Штурм потерпел поражение от Дэниэля Гила в объединительном поединке, IBF постановила о новом отборочном поединке в котором разыграется окончательный статус обязательного претендента между Сэмом Солиманом и бывшим чемпионом мира, немцем Феликсом Штурмом.
2 февраля 2013 года в Германии Сэм Солиман вышел против местного боксёра, Феликса Штурма. Поединок начался с быстрых атак Солимана. Но основные удары австралийца приходились в защиту Штурма. Во втором раунде Феликс сильно потряс Солимана, и отправил его в нокдаун. Штурм не сумел довести успех, и к концу раунда Солиман восстановился. Последующие раунды австралиец был на много активнее, и хоть большая часть его ударов приходилась мимо цели либо в защиту, Феликс Штурм действовал очень экономно, и мало атаковал. В итоге Солиман победил близким решением судей, и в очередной раз завоевал право провести чемпионский поединок.
Позже был обнаружен положительный тест на допинг в крови Солимана, поединок признали несостоявшимся, и Сэма дисквалифицировали на 9 месяцев.
В декабре 2013 года Солиман нокаутировал австралийца. Леса Шеррингтона, завоевал региональный титул чемпиона Азии по версии PABA.

### Сэм Солиман против Феликса Штурма II
31 мая 2014 года во втором бою против Феликса Штурма завоевал единогласным решением судей пояс чемпиона мира по версии IBF. Солиману вновь пригодилась работоспособность, позволившая ему перебить чемпиона и выиграть по очкам. Счет судейских записок: 119—109, 118—110, 117—111.